# Oracle de la triade
L'oracle de la triade est un accessoire de divination utilisé en cartomancie. Il est constitué de 57 lames.
La symbolique de l'oracle de la triade est empruntée tout à la fois à la mythologie gréco-romaine, au christianisme, au judaïsme, à la Kabbale, à la franc-maçonnerie, à l’alchimie, à l’astrologie et à la numérologie. Ce jeu se différencie des jeux traditionnels tant par son graphisme que par sa symbolique et ses analogies.
Il a été réalisé par Dominike Duplâa.
À noter : une version contrefaite du jeu original, en 79 lames sous le nom de Oracle de Babylone, a fait l'objet d'une procédure pour contre-façons par l'auteur.
Un jugement a été rendu concernant le présent litige.